# Монтебруно
Монтебруно (італ. Montebruno, ліг. Montebrun) — муніципалітет в Італії, у регіоні Лігурія,  метрополійне місто Генуя.
Монтебруно розташоване на відстані близько 400 км на північний захід від Рима, 29 км на північний схід від Генуї.
Населення — 230 осіб (2014).

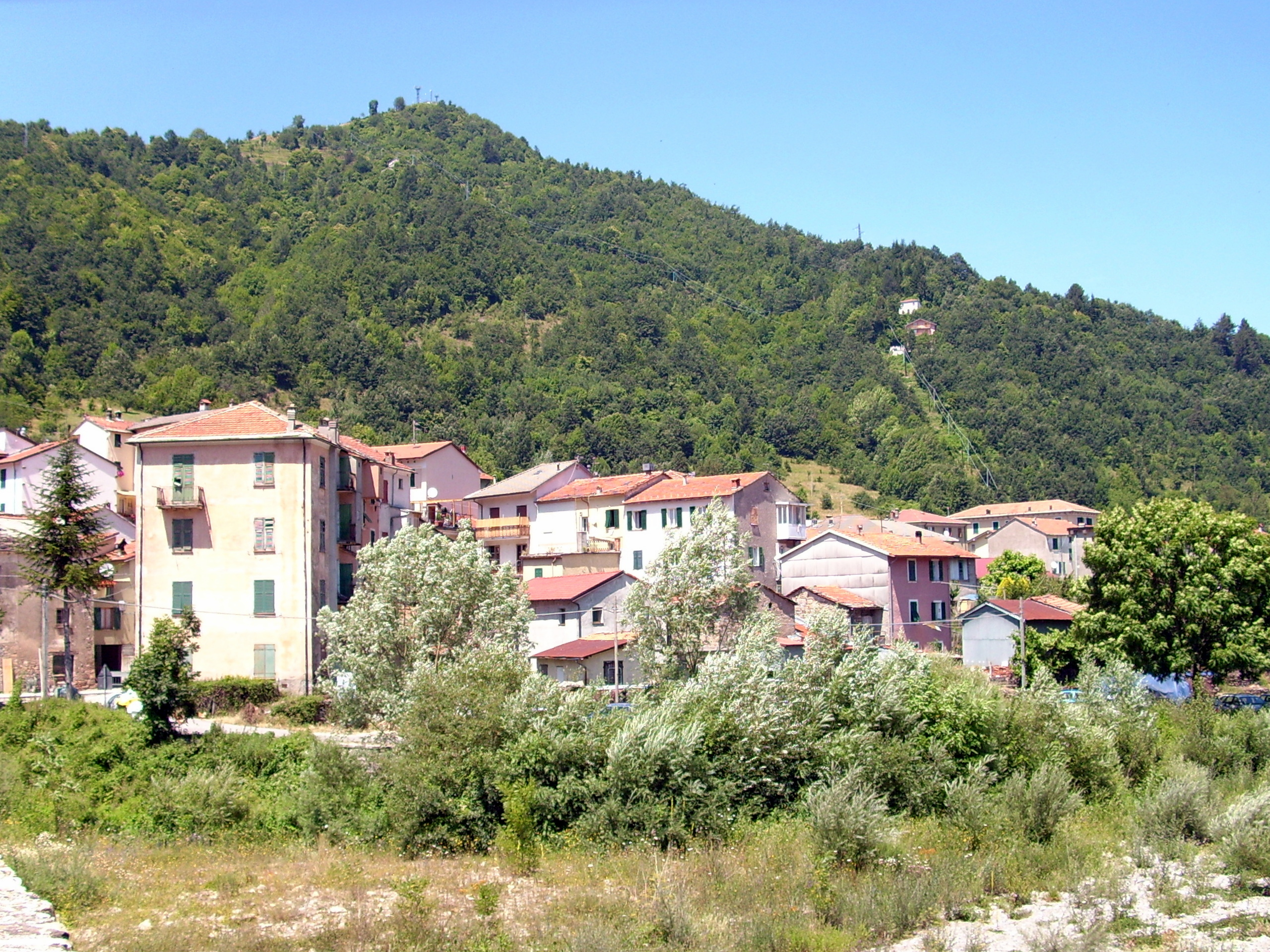

Щорічний фестиваль відбувається 15 серпня та 8 вересня. Покровитель — Assunta.

## Демографія
Населення за роками:

Станом на 1 січня 2023 року в муніципалітеті офіційно проживало 5 іноземців з 4 країн, серед них 1 громадянин країн Євросоюзу та 1 громадянин України.

## Сусідні муніципалітети
- Фашія
- Фонтанігорда
- Лорсіка
- Моконезі
- Реццоальйо
- Ронданіна
- Торрилья